# Papierscheck

Wehrmacht-Papierscheck, ausgefüllt im Bertelsmann-Verlag während des Zweiten Weltkriegs

Papierscheck nannte man während des Zweiten Weltkriegs ein Formular, auf dem Druckaufträge mit der Genehmigung des Papierverbrauchs verbunden wurden.
Bereits vor dem Zweiten Weltkrieg setzte eine Planung der Papierbewirtschaftung für den Kriegsfall ein. Am 10. Oktober 1939 beauftragte das Ministerium für Volksaufklärung und Propaganda (RMVP)  die Wirtschaftsstelle des deutschen Buchhandels (WiBU), die Papierbewirtschaftung der Buchverlage zu übernehmen und als „Bedarfsträger“ der Reichsstelle für Papier- und Verpackungswesen das Druckpapier für die Herstellung von Gedrucktem zu lenken. Am 25. November 1939 erging an alle Wirtschaftszweige, die Papier benötigten, die „Anordnung über die Papierverbrauchsstatistik“. Nach ihr war ab dem 1. Januar 1940 jeder Buchverlag verpflichtet, für Neuerscheinungen, Neuauflagen oder Neuausgaben die genauen Auflagenhöhen und die Menge des dafür verwendeten Papiers festzuhalten. Die anfänglich lediglich im Nachhinein geschehende Erfassung der Buchproduktion wurde schließlich in eine Vorzensur und die Lenkung des Verlagswesens über die Papierzuteilung umgewandelt. Ab dem Februar 1940 war allen Verlagen vorgeschrieben, Bücher und Broschüren rechtzeitig jeweils den zuständigen Dienststellen im RMVP zur Prüfung vorzulegen. Die Wirtschaftsstelle des deutschen Buchhandels und die Schrifttumsstelle des RMVP richteten 1940 eine enge Zusammenarbeit ein. Die Verlagswelt bekam den Wandel nach dem Überfall auf Russland zu spüren, als die allgemeine Rohstoffrationierung eingeführt wurde. Für jeden Buchtitel mussten fortan Anträge auf Zuteilung gestellt werden. Die Regelung galt für Neu- und Nachauflagen.
Den „Bedarfsdeckungsschein“ löste wenig später der „Papierscheck“ als das eingehendere Instrument der Steuerung ab. Mit der Anweisung Nr. 1 der Wirtschaftsstelle des deutschen Buchhandels wurden Mitte 1942 alle Verlage verpflichtet, Lagerentnahmen, Neuerwerbungen von Papier wie Druckverlagerungen ins Ausland durch die WiBu genehmigen zu lassen. Von nun an sollte Papier nur noch für Druckwerke verbraucht werden, die von der Rohstoffstelle und vom Propagandaministerium auch für notwendig erachtet wurden. Die Wirtschaftsplanung teilte, so das Verfahren, vierteljährlich den Kontingentsträgern Rohstoffvolumina zu. Kontingentsträger waren alle, die einen Papierbedarf anmelden konnten: die WiBu in ihrer Verantwortung für den zivilen Buchhandel, die Zentrale der Frontbuchhandlungen zur Sicherstellung ihrer Versorgung der Front, die einzelnen Waffengattungen und nicht zuletzt eine Vielzahl privilegierter Institutionen in Partei und Staat von der Reichsjugendführung bis zur Organisation Todt.
Jeder Druckauftrag musste auf einem eigenen nummerierten Papierscheck in seinen Details – zu druckende Titel, benötigte Papiermenge, Rohstoffkosten, Verkaufspreis der Auflage – aufgeschlüsselt und vom Auftraggeber wie vom beauftragten Unternehmen abgezeichnet werden. Der Instanzenweg des Genehmigungsverfahrens war für jeden Kontingentsträger eigens ausgeschrieben.
„Wehrmachtspapierschecks“, die den Auftrag notierten und vom Verlag und vom Besteller bei der Wehrmacht abgezeichnet waren, mussten zuerst der zuständigen „kontingentverwaltenden Wehrmachtsdienststelle“ vorgelegt werden.
Zwei weitere Stempel kamen von untergeordneten Stellen – im Falle des Wehrmachtsscheck war die Genehmigung der Abteilung OKW/AWA/J (III) erforderlich – AWA stand für Allgemeines Wirtschaftsamt. Hier ging das Urteil der militärischen Zensur ein, die im Propagandaministerium ausgeübt wurde. Erst nach der Unterzeichnung dieses Stempels durch die „Verteilungsstelle der Reichsstelle für Papier“ berechtigte der Scheck den Verlag, der den Auftrag ausführte, sich an einen Papierhändler zu wenden, Rohstoffe zu erwerben, respektive diese dem eigenen Lager zu entnehmen und den Druck einzuleiten.

## Bürokratisierung und Korruption
War der Papierscheck eingeführt, um einen Kontrollweg nachvollziehbar zu machen, so schuf das Kontrollverfahren nur bedingt Transparenz. Zum einen wurden die Entscheidungswege unübersichtlich, was Personen auf den Plan rief, die die Geschäftspartner kurzschlossen und den Handel vorantrieben. Zum anderen wurden die Entscheidungsprozesse langatmig, was die Handelspartner schließlich ermutigte, Genehmigungen nicht mehr abzuwarten. Siehe eingehender zur Korruptionsanfälligkeit des Systems den Artikel zu Matthias Lackas.
Eine Begrenzung des Papierverbrauchs ließ sich mit dem bürokratischen Verfahren am Ende nur bedingt erreichen. Institutionen, die Papierkontingente zuerkannt bekamen und über das Papierscheckverfahren Druckaufträge abwickelten, versuchten die Kontingente möglichst vollständig auszuschöpfen. Ein Handel mit Papierschecks begann hinter den Kulissen und wurde mit Bestechung und Provisionssummen – gezahlt von Verlagen, die an Aufträgen interessiert waren – ausbalanciert. Die beteiligten Wehrmachts- und der Luftwaffenstellen gerieten Ende 1943 mit einer Verhaftungswelle in ein Korruptionsverfahren, das im militärischen Zusammenbruch des Dritten Reichs unterging.